# 華亞科技園區

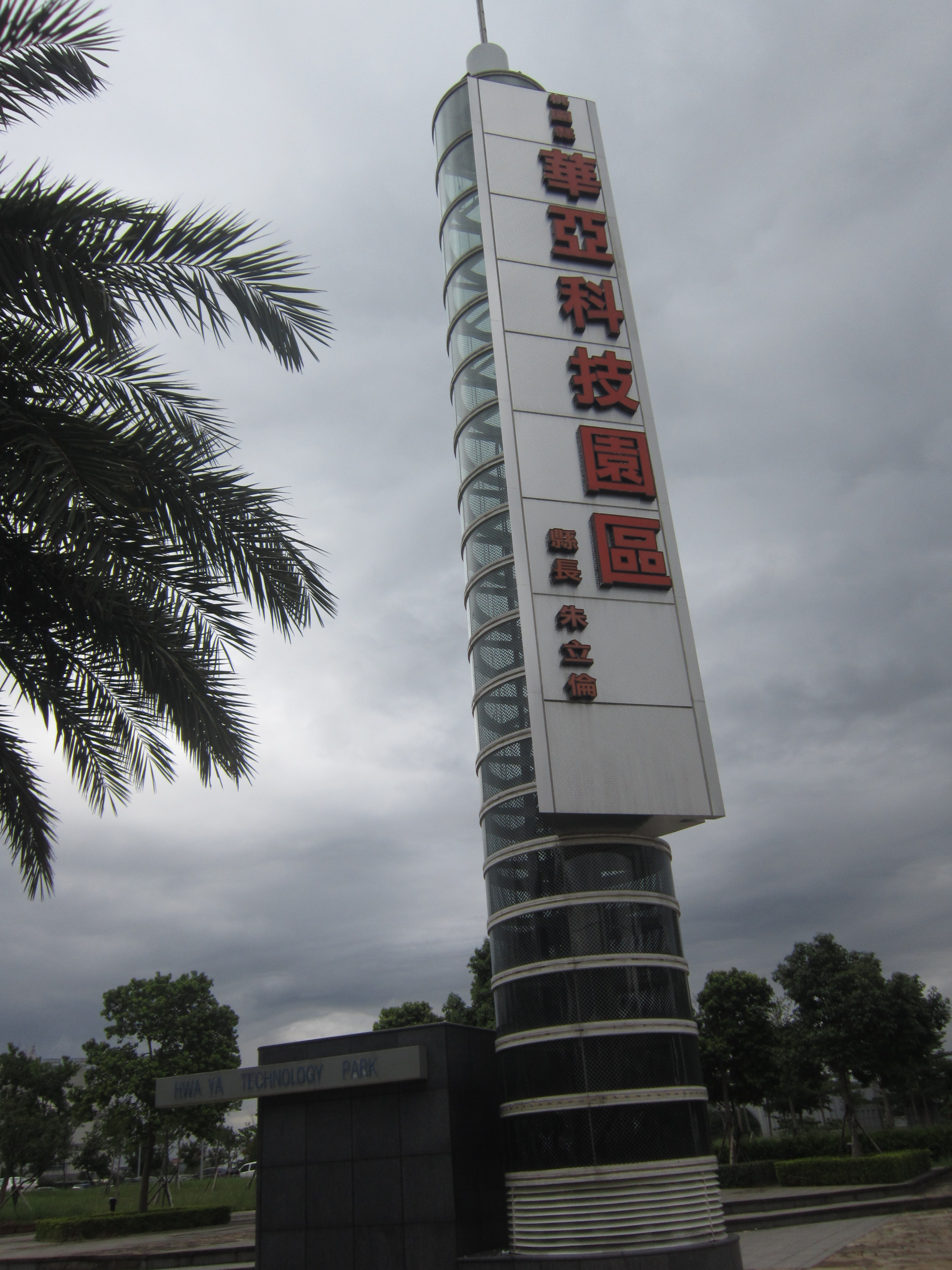
桃園市龜山區華亞科技園區入口標示

華亞科技園區，為林口新市鎮特區第五工業區，主要園區位於臺灣桃園市龜山區，由台塑集團投資開發。華亞科技園區於1994年由南亞塑膠依據《都市計畫法》申請開發，為台灣第一宗由民間企業自行開發之乙種工業區，並由台塑集團設立華亞園區管理顧問公司提供專業性之服務與管理。

## 地理交通

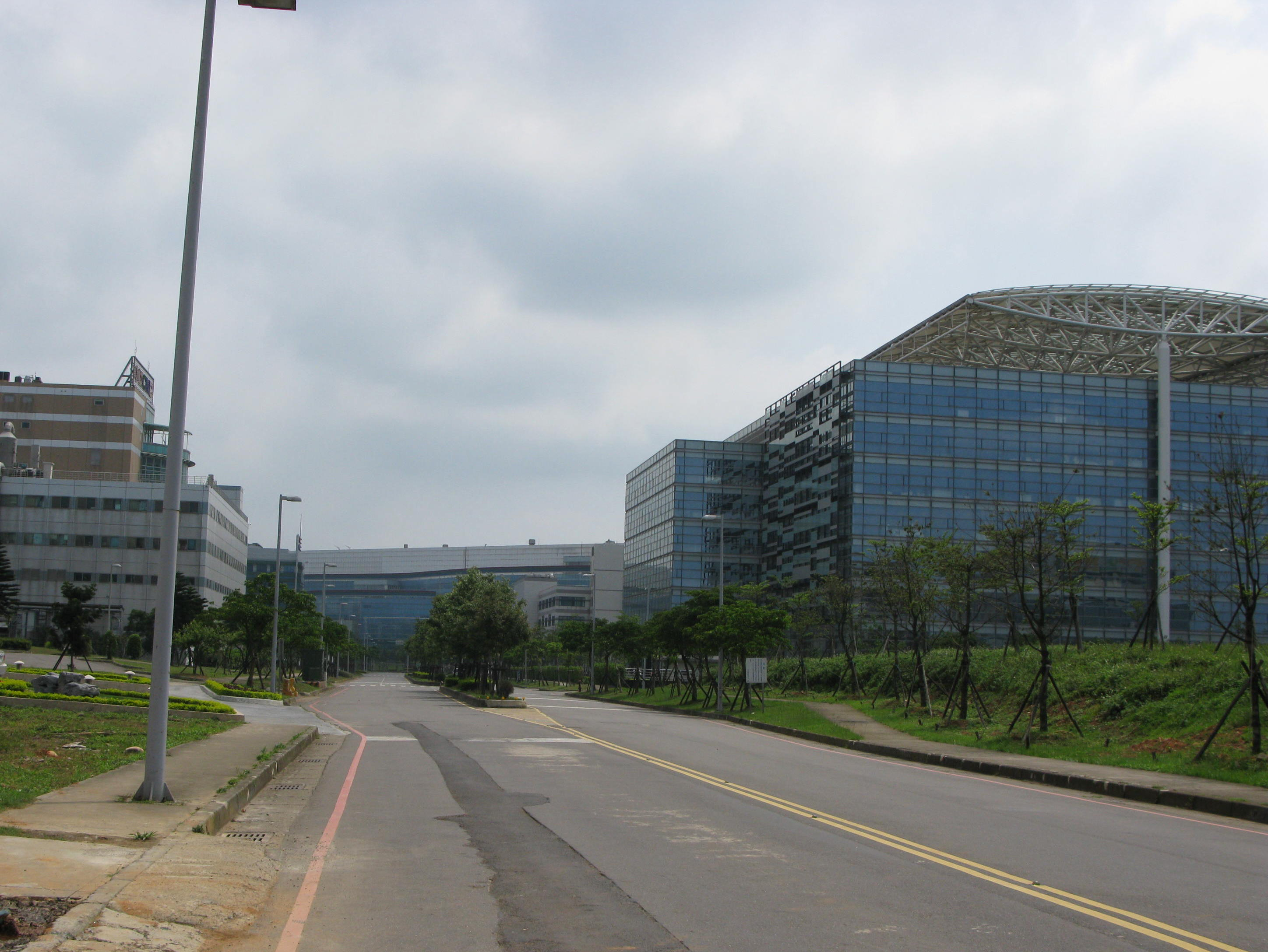
位於龜山區的華亞科技園區

華亞科技園區基地位於桃園市龜山區，中山高速公路行經北側，自交流道至本基地行車約5分鐘。園區總面積158公頃。

## 設廠概況
園區目前進駐廠商有97家，員工人數約為23,000人（2015年）。

### 主要進駐廠商
- 友達光電股份公司桃園分公司
- 廣達電腦股份有限公司
- 元太科技工業股份有限公司
- 中環股份有限公司
- 神達電腦股份有限公司
- 致茂電子股份有限公司
- 台灣美光晶圓科技股份有限公司（原華亞科技）
- 聯友機電
- 富晶通科技
- 禾聯碩
- 穩懋
- 艾司摩爾
- 凌華科技股份有限公司

## 外部連結
- 華亞科技園區 （页面存档备份，存于）

25°03′05″N 121°22′21″E / 25.051514°N 121.372572°E